# Macrobathra aequidistans
Macrobathra aequidistans (лат.) — вид роскошных молей рода Macrobathra (Cosmopterigidae). Эндемик Китая. Видовой эпитет нового вида образован от латинского слова aequidistans, обозначающего равномерно широкую суббазальную фасцию переднего крыла.

## Распространение
Встречается в Юго-Восточной Азии: Китай, провинция Юньнань (Zijiaosuo, Jingdong, 1140 м).

## Описание
Мелкие молевидные чешуекрылые, размах крыльев около 1 см, от 10,0 до 11,5 мм. От близких видов отличается следующими признаками: равномерной по ширине цинково-жёлтой суббазальной фасции (полосы) переднего крыла; по гениталиям самца — анеллюс трапециевидный и сильно склеротизованный, вальва выпуклая по внутреннему краю. Переднее крыло тёмно-коричневое; суббазальная фасция цинково-желтая, идёт от базальной 1/5 костального края до дорсального края, равносторонняя, изогнутая посередине; цинково-желтое пятно на 1/2 и 4/5 костального края, а также на торнусе, пятно на 4/5 костального края самое крупное, перевернуто-треугольное; бахромка тёмно-коричневая.  Лабиальные щупики с третьим сегментом длиннее второго, антенна с удлинённым скапусом.